# Élections municipales de 2025 dans Pontiac
Pour un article plus général, voir Élections municipales de 2025 en Outaouais.
Cet article concerne les élections municipales de 2025 en Outaouais dans la municipalité régionale de comté dans Pontiac.

## Alleyn-et-Cawood
| Taux de participation :                | Taux de participation : | Taux de participation : | Taux de participation : | Taux de participation : | % |
| Nombre de votes valides :              |                         |                         |                         |                         |   |
| Nombre de votes rejetées à la mairie : |                         |                         |                         |                         |   |
| Nombre d'électeurs inscrits :          |                         |                         |                         |                         |   |

| Candidats pour la mairie | Vote | % |
| ------------------------ | ---- | - |
|                          |      |   |
|                          |      |   |

| Candidats conseiller #1 | Vote | % |
| ----------------------- | ---- | - |
|                         |      |   |

| Candidats conseiller #2 | Vote | % |
| ----------------------- | ---- | - |
|                         |      |   |
|                         |      |   |
|                         |      |   |

| Candidats conseiller #3 | Vote | % |
| ----------------------- | ---- | - |
|                         |      |   |
|                         |      |   |

| Candidats conseiller #4 | Vote | % |
| ----------------------- | ---- | - |
|                         |      |   |
|                         |      |   |

| Candidats conseiller #5 | Vote | % |
| ----------------------- | ---- | - |
|                         |      |   |

| Candidats conseiller #6 | Vote | % |
| ----------------------- | ---- | - |
|                         |      |   |
|                         |      |   |

## Bristol
| Candidats pour la mairie | Vote | % |
| ------------------------ | ---- | - |
|                          |      |   |

| Candidats conseiller #1 | Vote | % |
| ----------------------- | ---- | - |
|                         |      |   |
|                         |      |   |

| Candidats conseiller #2 | Vote | % |
| ----------------------- | ---- | - |
|                         |      |   |

| Candidats conseiller #3 | Vote | % |
| ----------------------- | ---- | - |
|                         |      |   |

| Candidats conseiller #4 | Vote | % |
| ----------------------- | ---- | - |
|                         |      |   |

| Candidats conseiller #5 | Vote | % |
| ----------------------- | ---- | - |
|                         |      |   |
|                         |      |   |

| Candidats conseiller #6 | Vote | % |
| ----------------------- | ---- | - |
|                         |      |   |

## Bryson
| Taux de participation :                | Taux de participation : | Taux de participation : | Taux de participation : | Taux de participation : | % |
| Nombre de votes valides :              |                         |                         |                         |                         |   |
| Nombre de votes rejetées à la mairie : |                         |                         |                         |                         |   |
| Nombre d'électeurs inscrits :          |                         |                         |                         |                         |   |

| Candidats pour la mairie | Vote | % |
| ------------------------ | ---- | - |
|                          |      |   |
|                          |      |   |

| Candidats conseiller #1 | Vote | % |
| ----------------------- | ---- | - |
|                         |      |   |

| Candidats conseiller #2 | Vote | % |
| ----------------------- | ---- | - |
|                         |      |   |

| Candidats conseiller #3 | Vote | % |
| ----------------------- | ---- | - |
|                         |      |   |

| Candidats conseiller #4 | Vote | % |
| ----------------------- | ---- | - |
|                         |      |   |

| Candidats conseiller #5 | Vote | % |
| ----------------------- | ---- | - |
|                         |      |   |
|                         |      |   |

| Candidats conseiller #6 | Vote | % |
| ----------------------- | ---- | - |
|                         |      |   |
|                         |      |   |
|                         |      |   |

| Candidats conseiller #2 | Vote | % |
| ----------------------- | ---- | - |
|                         |      |   |
|                         |      |   |
|                         |      |   |
|                         |      |   |
| Bulletins rejetés       |      |   |
| Taux de participation   |      |   |

## Campbell's Bay
| Candidats pour la mairie | Vote | % |
| ------------------------ | ---- | - |
|                          |      |   |

| Candidats conseiller #1 | Vote | % |
| ----------------------- | ---- | - |
|                         |      |   |

| Candidats conseiller #2 | Vote | % |
| ----------------------- | ---- | - |
|                         |      |   |

| Candidats conseiller #3 | Vote | % |
| ----------------------- | ---- | - |
|                         |      |   |

| Candidats conseiller #4 | Vote | % |
| ----------------------- | ---- | - |
|                         |      |   |

| Candidats conseiller #5 | Vote | % |
| ----------------------- | ---- | - |
|                         |      |   |

| Candidats conseiller #6 | Vote | % |
| ----------------------- | ---- | - |
|                         |      |   |

| Candidats pour la mairie | Vote | % |
| ------------------------ | ---- | - |
|                          |      |   |

| Candidats conseiller #1 | Vote | % |
| ----------------------- | ---- | - |
|                         |      |   |

## Chichester
| Candidats pour la mairie | Vote | % |
| ------------------------ | ---- | - |
|                          |      |   |

| Candidats conseiller #1 | Vote | % |
| ----------------------- | ---- | - |
|                         |      |   |

| Candidats conseiller #2 | Vote | % |
| ----------------------- | ---- | - |
|                         |      |   |

| Candidats conseiller #3 | Vote | % |
| ----------------------- | ---- | - |
|                         |      |   |

| Candidats conseiller #4 | Vote | % |
| ----------------------- | ---- | - |
|                         |      |   |

| Candidats conseiller #5 | Vote | % |
| ----------------------- | ---- | - |
|                         |      |   |

| Candidats conseiller #6 | Vote | % |
| ----------------------- | ---- | - |
|                         |      |   |

## Clarendon
| Taux de participation :                | Taux de participation : | Taux de participation : | Taux de participation : | Taux de participation : | % |
| Nombre de votes valides :              |                         |                         |                         |                         |   |
| Nombre de votes rejetées à la mairie : |                         |                         |                         |                         |   |
| Nombre d'électeurs inscrits :          |                         |                         |                         |                         |   |

| Candidats pour la mairie | Vote | % |
| ------------------------ | ---- | - |
|                          |      |   |
|                          |      |   |

| Candidats conseiller #1 | Vote | % |
| ----------------------- | ---- | - |
|                         |      |   |

| Candidats conseiller #2 | Vote | % |
| ----------------------- | ---- | - |
|                         |      |   |

| Candidats conseiller #3 | Vote | % |
| ----------------------- | ---- | - |
|                         |      |   |

| Candidats conseiller #4 | Vote | % |
| ----------------------- | ---- | - |
|                         |      |   |

| Candidats conseiller #5 | Vote | % |
| ----------------------- | ---- | - |
|                         |      |   |

| Candidats conseiller #6 | Vote | % |
| ----------------------- | ---- | - |
|                         |      |   |

## Fort-Coulonge
| Taux de participation :                | Taux de participation : | Taux de participation : | Taux de participation : | Taux de participation : | % |
| Nombre de votes valides :              |                         |                         |                         |                         |   |
| Nombre de votes rejetées à la mairie : |                         |                         |                         |                         |   |
| Nombre d'électeurs inscrits :          |                         |                         |                         |                         |   |

| Candidats pour la mairie | Vote | % |
| ------------------------ | ---- | - |
|                          |      |   |
|                          |      |   |

| Candidats conseiller #1 | Vote | % |
| ----------------------- | ---- | - |
|                         |      |   |

| Candidats conseiller #2 | Vote | % |
| ----------------------- | ---- | - |
|                         |      |   |
|                         |      |   |

| Candidats conseiller #3 | Vote | % |
| ----------------------- | ---- | - |
|                         |      |   |
|                         |      |   |

| Candidats conseiller #4 | Vote | % |
| ----------------------- | ---- | - |
|                         |      |   |

| Candidats conseiller #5 | Vote | % |
| ----------------------- | ---- | - |
|                         |      |   |

| Candidats conseiller #6 | Vote | % |
| ----------------------- | ---- | - |
|                         |      |   |

| Candidats conseiller #1 | Vote | % |
| ----------------------- | ---- | - |
|                         |      |   |
|                         |      |   |
| Bulletins rejetés       |      |   |
| Taux de participation   |      |   |

## L'Isle-aux-Allumettes
| Candidats pour la mairie | Vote | % |
| ------------------------ | ---- | - |
|                          |      |   |
|                          |      |   |
|                          |      |   |

| Candidats conseiller #1 | Vote | % |
| ----------------------- | ---- | - |
|                         |      |   |

| Candidats conseiller #2 | Vote | % |
| ----------------------- | ---- | - |
|                         |      |   |

| Candidats conseiller #3 | Vote | % |
| ----------------------- | ---- | - |
|                         |      |   |

| Candidats conseiller #4 | Vote | % |
| ----------------------- | ---- | - |
|                         |      |   |

| Candidats conseiller #5 | Vote | % |
| ----------------------- | ---- | - |
|                         |      |   |
|                         |      |   |

| Candidats conseiller #6 | Vote | % |
| ----------------------- | ---- | - |
|                         |      |   |

## L'Île-du-Grand-Calumet
| Taux de participation :                | Taux de participation : | Taux de participation : | Taux de participation : | Taux de participation : | % |
| Nombre de votes valides :              |                         |                         |                         |                         |   |
| Nombre de votes rejetées à la mairie : |                         |                         |                         |                         |   |
| Nombre d'électeurs inscrits :          |                         |                         |                         |                         |   |

| Candidats pour la mairie | Vote | % |
| ------------------------ | ---- | - |
|                          |      |   |
|                          |      |   |

| Candidats conseiller #1 | Vote | % |
| ----------------------- | ---- | - |
|                         |      |   |

| Candidats conseiller #2 | Vote | % |
| ----------------------- | ---- | - |
|                         |      |   |

| Candidats conseiller #3 | Vote | % |
| ----------------------- | ---- | - |
|                         |      |   |

| Candidats conseiller #4 | Vote | % |
| ----------------------- | ---- | - |
|                         |      |   |
|                         |      |   |
|                         |      |   |

| Candidats conseiller #5 | Vote | % |
| ----------------------- | ---- | - |
|                         |      |   |
|                         |      |   |

| Candidats conseiller #6 | Vote | % |
| ----------------------- | ---- | - |
|                         |      |   |
|                         |      |   |

| Candidats conseiller #4 | Vote | % |
| ----------------------- | ---- | - |
|                         |      |   |
|                         |      |   |
|                         |      |   |
| Bulletins rejetés       |      |   |
| Taux de participation   |      |   |

## Litchfield
| Candidats pour la mairie | Vote | % |
| ------------------------ | ---- | - |
|                          |      |   |

| Candidats conseiller #1 | Vote | % |
| ----------------------- | ---- | - |
|                         |      |   |

| Candidats conseiller #2 | Vote | % |
| ----------------------- | ---- | - |
|                         |      |   |
|                         |      |   |

| Candidats conseiller #3 | Vote | % |
| ----------------------- | ---- | - |
|                         |      |   |

| Candidats conseiller #4 | Vote | % |
| ----------------------- | ---- | - |
|                         |      |   |
|                         |      |   |
|                         |      |   |

| Candidats conseiller #5 | Vote | % |
| ----------------------- | ---- | - |
|                         |      |   |

| Candidats conseiller #6 | Vote | % |
| ----------------------- | ---- | - |
|                         |      |   |

## Mansfield-et-Pontefract
| Taux de participation :                | Taux de participation : | Taux de participation : | Taux de participation : | Taux de participation : | % |
| Nombre de votes valides :              |                         |                         |                         |                         |   |
| Nombre de votes rejetées à la mairie : |                         |                         |                         |                         |   |
| Nombre d'électeurs inscrits :          |                         |                         |                         |                         |   |

| Candidats pour la mairie | Vote | % |
| ------------------------ | ---- | - |
|                          |      |   |
|                          |      |   |

| Candidats conseiller #1 | Vote | % |
| ----------------------- | ---- | - |
|                         |      |   |

| Candidats conseiller #2 | Vote | % |
| ----------------------- | ---- | - |
|                         |      |   |
|                         |      |   |

| Candidats conseiller #3 | Vote | % |
| ----------------------- | ---- | - |
|                         |      |   |

| Candidats conseiller #4 | Vote | % |
| ----------------------- | ---- | - |
|                         |      |   |

| Candidats conseiller #5 | Vote | % |
| ----------------------- | ---- | - |
|                         |      |   |

| Candidats conseiller #6 | Vote | % |
| ----------------------- | ---- | - |
|                         |      |   |

## Otter Lake
| Candidats pour la mairie | Vote | % |
| ------------------------ | ---- | - |
|                          |      |   |

| Candidats conseiller #1 | Vote | % |
| ----------------------- | ---- | - |
|                         |      |   |
|                         |      |   |
|                         |      |   |

| Candidats conseiller #2 | Vote | % |
| ----------------------- | ---- | - |
|                         |      |   |
|                         |      |   |

| Candidats conseiller #3 | Vote | % |
| ----------------------- | ---- | - |
|                         |      |   |

| Candidats conseiller #4 | Vote | % |
| ----------------------- | ---- | - |
|                         |      |   |
|                         |      |   |

| Candidats conseiller #5 | Vote | % |
| ----------------------- | ---- | - |
|                         |      |   |
|                         |      |   |

| Candidats conseiller #6 | Vote | % |
| ----------------------- | ---- | - |
|                         |      |   |

| Candidats conseiller #3 | Vote | % |
| ----------------------- | ---- | - |
|                         |      |   |

## Portage-du-Fort
| Taux de participation :                | Taux de participation : | Taux de participation : | Taux de participation : | Taux de participation : | % |
| Nombre de votes valides :              |                         |                         |                         |                         |   |
| Nombre de votes rejetées à la mairie : |                         |                         |                         |                         |   |
| Nombre d'électeurs inscrits :          |                         |                         |                         |                         |   |

| Candidats pour la mairie | Vote | % |
| ------------------------ | ---- | - |
|                          |      |   |
|                          |      |   |

| Candidats conseiller #1 | Vote | % |
| ----------------------- | ---- | - |
|                         |      |   |

| Candidats conseiller #2 | Vote | % |
| ----------------------- | ---- | - |
|                         |      |   |

| Candidats conseiller #3 | Vote | % |
| ----------------------- | ---- | - |
|                         |      |   |
|                         |      |   |

| Candidats conseiller #4 | Vote | % |
| ----------------------- | ---- | - |
|                         |      |   |

| Candidats conseiller #5 | Vote | % |
| ----------------------- | ---- | - |
|                         |      |   |
|                         |      |   |

| Candidats conseiller #6 | Vote | % |
| ----------------------- | ---- | - |
|                         |      |   |
|                         |      |   |

## Rapides-des-Joachims
| Taux de participation :                | Taux de participation : | Taux de participation : | Taux de participation : | Taux de participation : | % |
| Nombre de votes valides :              |                         |                         |                         |                         |   |
| Nombre de votes rejetées à la mairie : |                         |                         |                         |                         |   |
| Nombre d'électeurs inscrits :          |                         |                         |                         |                         |   |

| Candidats pour la mairie | Vote | % |
| ------------------------ | ---- | - |
|                          |      |   |
|                          |      |   |
|                          |      |   |
|                          |      |   |

| Candidats conseiller #1 | Vote | % |
| ----------------------- | ---- | - |
|                         |      |   |

| Candidats conseiller #2 | Vote | % |
| ----------------------- | ---- | - |
|                         |      |   |

| Candidats conseiller #3 | Vote | % |
| ----------------------- | ---- | - |
|                         |      |   |
|                         |      |   |

| Candidats conseiller #4 | Vote | % |
| ----------------------- | ---- | - |
|                         |      |   |
|                         |      |   |
|                         |      |   |

| Candidats pour la mairie | Vote | % |
| ------------------------ | ---- | - |
|                          |      |   |

## Shawville
| Taux de participation :                | Taux de participation : | Taux de participation : | Taux de participation : | Taux de participation : | % |
| Nombre de votes valides :              |                         |                         |                         |                         |   |
| Nombre de votes rejetées à la mairie : |                         |                         |                         |                         |   |
| Nombre d'électeurs inscrits :          |                         |                         |                         |                         |   |

| Candidats pour la mairie | Vote | % |
| ------------------------ | ---- | - |
|                          |      |   |
|                          |      |   |

| Candidats conseiller #1 | Vote | % |
| ----------------------- | ---- | - |
|                         |      |   |
|                         |      |   |

| Candidats conseiller #2 | Vote | % |
| ----------------------- | ---- | - |
|                         |      |   |
|                         |      |   |

| Candidats conseiller #3 | Vote | % |
| ----------------------- | ---- | - |
|                         |      |   |
|                         |      |   |
|                         |      |   |

| Candidats conseiller #4 | Vote | % |
| ----------------------- | ---- | - |
|                         |      |   |
|                         |      |   |

| Candidats conseiller #5 | Vote | % |
| ----------------------- | ---- | - |
|                         |      |   |

| Candidats conseiller #6 | Vote | % |
| ----------------------- | ---- | - |
|                         |      |   |
|                         |      |   |

## Sheenboro
| Candidats pour la mairie | Vote | % |
| ------------------------ | ---- | - |
|                          |      |   |

| Candidats conseiller #1 | Vote | % |
| ----------------------- | ---- | - |
|                         |      |   |
|                         |      |   |

| Candidats conseiller #2 | Vote | % |
| ----------------------- | ---- | - |
|                         |      |   |

| Candidats conseiller #3 | Vote | % |
| ----------------------- | ---- | - |
|                         |      |   |
|                         |      |   |

| Candidats conseiller #4 | Vote | % |
| ----------------------- | ---- | - |
|                         |      |   |

| Candidats conseiller #5 | Vote | % |
| ----------------------- | ---- | - |
|                         |      |   |
|                         |      |   |

| Candidats conseiller #6 | Vote | % |
| ----------------------- | ---- | - |
|                         |      |   |
|                         |      |   |

## Thorne
| Taux de participation :                | Taux de participation : | Taux de participation : | Taux de participation : | Taux de participation : | % |
| Nombre de votes valides :              |                         |                         |                         |                         |   |
| Nombre de votes rejetées à la mairie : |                         |                         |                         |                         |   |
| Nombre d'électeurs inscrits :          |                         |                         |                         |                         |   |

| Candidats pour la mairie | Vote | % |
| ------------------------ | ---- | - |
|                          |      |   |
|                          |      |   |

| Candidats conseiller #1 | Vote | % |
| ----------------------- | ---- | - |
|                         |      |   |
|                         |      |   |

| Candidats conseiller #2 | Vote | % |
| ----------------------- | ---- | - |
|                         |      |   |

| Candidats conseiller #3 | Vote | % |
| ----------------------- | ---- | - |
|                         |      |   |

| Candidats conseiller #4 | Vote | % |
| ----------------------- | ---- | - |
|                         |      |   |
|                         |      |   |

| Candidats conseiller #5 | Vote | % |
| ----------------------- | ---- | - |
|                         |      |   |
|                         |      |   |

| Candidats conseiller #6 | Vote | % |
| ----------------------- | ---- | - |
|                         |      |   |
|                         |      |   |

| Candidats pour la mairie | Vote | % |
| ------------------------ | ---- | - |
|                          |      |   |

## Waltham
| Candidats pour la mairie | Vote | % |
| ------------------------ | ---- | - |
|                          |      |   |

| Candidats conseiller #1 | Vote | % |
| ----------------------- | ---- | - |
|                         |      |   |

| Candidats conseiller #2 | Vote | % |
| ----------------------- | ---- | - |
|                         |      |   |

| Candidats conseiller #3 | Vote | % |
| ----------------------- | ---- | - |
|                         |      |   |

| Candidats conseiller #4 | Vote | % |
| ----------------------- | ---- | - |
|                         |      |   |

| Candidats conseiller #5 | Vote | % |
| ----------------------- | ---- | - |
|                         |      |   |

| Candidats conseiller #6 | Vote | % |
| ----------------------- | ---- | - |
|                         |      |   |